# PSY
PSY (Park Jae-Sang) (Hangul: 박재상) (Seoel, 31 december 1977) is een Zuid-Koreaanse rapper en songwriter. Hij is actief vanaf 2000 en kreeg in 2012 wereldwijde bekendheid door het nummer "Gangnam Style". Zijn naam is naar eigen zeggen een afkorting van psycho.

## Loopbaan
PSY genoot zijn opleiding in de Verenigde Staten, waar hij studeerde aan de Universiteit van Boston en Berklee College of Music. PSY heeft een contract bij het platenlabel YG Entertainment.
In 2012 was de muziekclip van zijn single Gangnam Style op YouTube twee miljard keer bekeken en daarmee de best bekeken video ooit. YouTube moest zelfs de teller voor videoweergaven upgraden naar een 64-bitssysteem, omdat de tot dan toe gebruikte 32-bitsversie niet verder kon tellen dan 2.147.483.647. Verder staat de muziekclip in het Guinness Recordboek voor de video met de meeste 'likes' ooit.
Op 12 april 2013 bracht PSY de single Gentleman uit, de opvolger van Gangnam Style. De video kwam uit op 13 april en werd binnen 24 uur 38 miljoen keer bekeken, opnieuw goed voor een notering in het Guinness Book of Records.

## Discografie

### Albums
| Album met eventuele hitnotering(en) in de Nederlandse Album Top 100 | Datum van verschijnen | Datum van binnenkomst | Hoogste positie | Aantal weken | Opmerkingen |
| ------------------------------------------------------------------- | --------------------- | --------------------- | --------------- | ------------ | ----------- |
| PSY from the PSYcho world!                                          | 2001                  | -                     |                 |              |             |
| Sa 2                                                                | 2002                  | -                     |                 |              |             |
| 3 PSY                                                               | 2002                  | -                     |                 |              |             |
| Sa jib(Sa house)                                                    | 2006                  | -                     |                 |              |             |
| PSY five                                                            | 2010                  | -                     |                 |              |             |
| PSY's best 6th part 1                                               | 2012                  | -                     |                 |              |             |
| PSY 7th album                                                       | 2015                  | -                     |                 |              |             |
| 4x2=8                                                               | 2017                  | -                     |                 |              |             |
| PSY 9th                                                             | 2022                  | -                     |                 |              |             |

### Singles
| Single met eventuele hitnotering(en) in de Nederlandse Top 40 | Datum van verschijnen | Datum van binnenkomst | Hoogste positie | Aantal weken | Opmerkingen                |
| ------------------------------------------------------------- | --------------------- | --------------------- | --------------- | ------------ | -------------------------- |
| Gangnam style                                                 | 2012                  | 01-09-2012            | 1(2wk)          | 23           | Nr. 1 in de Single Top 100 |
| Gentleman                                                     | 2013                  | 27-04-2013            | 15              | 7            | Nr. 8 in de Single Top 100 |
| Hangover                                                      | 2014                  | 14-06-2014            | tip22           | -            | met Snoop Dogg             |
| FATHER                                                        | 28-03-2015            | -                     |                 |              | met Lang Lang              |
| DADDY                                                         | 30-11-2015            | -                     |                 |              | met CL, lid van 2NE1       |

| Single met hitnotering(en) in de Vlaamse Ultratop 50 | Datum van verschijnen | Datum van binnenkomst | Hoogste positie | Aantal weken | Opmerkingen                          |
| ---------------------------------------------------- | --------------------- | --------------------- | --------------- | ------------ | ------------------------------------ |
| Gangnam style                                        | 2012                  | 08-09-2012            | 1(5wk)          | 31           | Nr. 2 in de Radio 2 Top 30 / Platina |
| Gentleman                                            | 2013                  | 13-04-2013            | 2               | 12           | Nr. 23 in de Radio 2 Top 30          |
| Hangover                                             | 2014                  | 12-07-2014            | tip84           | -            | met Snoop Dogg                       |
| DADDY                                                | 2015                  | 12-12-2015            | tip68           | -            | met CL                               |

### NPO Radio 2 Top 2000
| Nummer met noteringen in de NPO Radio 2 Top 2000 | '12 | '13  | '14  | '15  |
| ------------------------------------------------ | --- | ---- | ---- | ---- |
| Gangnam Style                                    | 476 | 1311 | 1942 | 1817 |

1. ↑  Een vetgedrukt getal geeft de hoogste notering aan.
2. ↑  2012 was het eerste jaar met een notering voor dit nummer.
3. ↑  Deze tabel is bijgewerkt tot en met de laatste editie (2024).